# 霍讷堡
霍讷堡是德国下萨克森州的一个市镇。总面积17.14平方公里，总人口5556人，其中男性2737人，女性2819人（2011年12月31日），人口密度324人/平方公里。